# Hijuli
Hijuli é uma vila no distrito de Puruliya, no estado indiano de Bengala Ocidental.

## Demografia
Segundo o censo de 2001, Hijuli tinha uma população de 6856 habitantes. Os indivíduos do sexo masculino constituem 53% da população e os do sexo feminino 47%. Hijuli tem uma taxa de literacia de 61%, superior à média nacional de 59,5%: a literacia no sexo masculino é de 71% e no sexo feminino é de 50%. Em Hijuli, 15% da população está abaixo dos 6 anos de idade.